# Cancionero de Lisboa

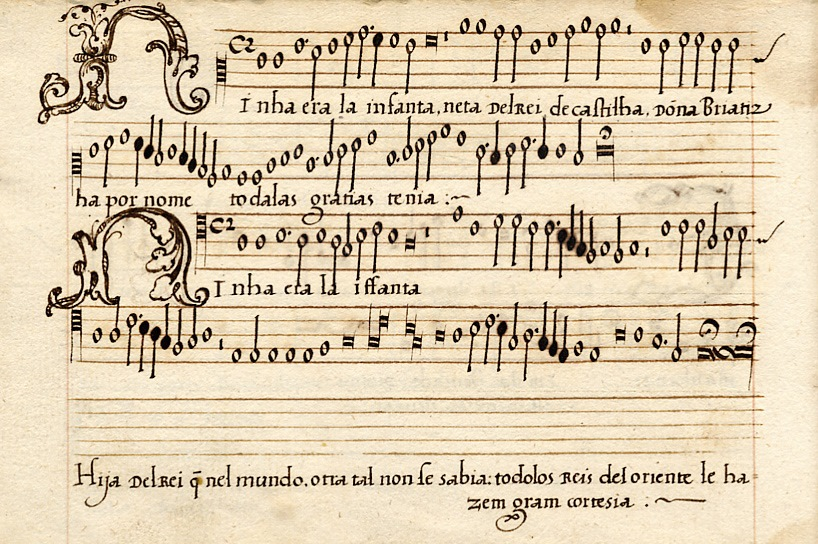
Página del Cancioneiro de Lisboa con la cantiga en castellano "Ninha era la infanta", probablemente compuesta en 1521 por Gil Vicente y Pedro de Escobar.

El Cancionero de Lisboa, también llamado Cancionero musical de la Biblioteca Nacional (en portugués: Cancioneiro de Lisboa o Cancioneiro musical da Biblioteca Nacional), es el nombre por el que se conoce el manuscrito CIC 60 que se encuentra en la Biblioteca Nacional de Lisboa en Portugal. Es uno de los cuatro cancioneros renacentistas de la música portuguesa junto con el Cancionero de Elvas, el Cancionero de Belém y el Cancionero de París que han llegado hasta nosotros.

## Historia
El cancionero fue elaborado entre los años 1530 y 1550, cuenta con 72 folios de 96x146 mm. cada uno. La cubierta actual fue colocada en el siglo XVII. Alguno folios sufrieron la corrosión debido a la tinta utilizada y no es posible recuperar completa la música contenida en ellos.
Este cancionero es una recopilación de música tanto de índole sacra como profana de los siglos XV y XVI. No se hace referencia alguna al nombre de ningún compositor, pero se sabe por la comparación con otros cancioneros que algunos de las obras que contiene fueron compuestas por Francisco de Peñalosa, Juan de Anchieta y Pedro de Escobar entre otros.

## Listado de obras
La siguiente tabla recoge las obras contenidas en el cancionero con sus títulos originales, no traducidos.
| N.º | Obra                               | Compositor                | Concordancias |
| --- | ---------------------------------- | ------------------------- | ------------- |
| 1   | Ave Maria                          | Antonio de Ribera         |               |
| 2   | Ave vera caro Christi              | Francisco de Peñalosa     |               |
| 3   | Ave vere sanguis Domini            | Francisco de Peñalosa     |               |
| 4   | Hierusalem convertere              | Anónimo                   |               |
| 5   | Stabat mater dolorosa              | Pedro de Escobar          |               |
| 6   | O sacrum convivium                 | Alonso Pérez de Alba      |               |
| 7   | Rex autem David                    | Anónimo                   |               |
| 8   | O bone Iesu                        | Anónimo                   |               |
| 9   | Benedicamus Domino                 | Anónimo                   |               |
| 10  | Hoc corpus                         | Anónimo                   |               |
| 11  | Domine Iesu Christe                | Juan de Anchieta          |               |
| 12  | Ave sanctissimum                   | Anónimo                   |               |
| 13  | Resurgens Christus                 | Anónimo                   |               |
| 14  | Halleluia Christus resurgens       | Anónimo                   |               |
| 15  | Deposuit potentes, Gloria patri    | Francisco de Peñalosa     |               |
| 16  | Quia fecti, Esurientes, Sicut erat | Vasco Pires               |               |
| 17  | Quia fecti, Esurientes             | Juan de Urrede            |               |
| 18  | Vos virgem sois nostra madre       | Anónimo                   |               |
| 19  | Terra donde me criei               | Anónimo                   |               |
| 20  | Quiso nuestro Dios eterno          | Anónimo                   |               |
| 21  | De gram prision nos quitó          | Anónimo                   |               |
| 22  | Ninha era la infanta               | Pedro de Escobar (atrib.) |               |
| 23  | Cercaranme los pesares             | Anónimo                   |               |
| 24  | Soledad tenguo de ti               | Anónimo                   | BEL           |
| 25  | Passame por Dios barquero          | Pedro de Escobar          | CME, CMP      |
| 26  | Mis ojos tristes lhorando          | Anónimo                   |               |
| 27  | Fijas de Jerusalem                 | Anónimo                   |               |
| 28  | Ave verbum incarnatum              | Anónimo                   |               |
| 29  | Em mi gram suffrimento             | Anónimo                   |               |
| 30  | Ojos tristes non lhoreis           | Anónimo                   |               |
| 31  | Non me pregunteis a mis males      | Anónimo                   |               |
| 32  | Puse mis amores                    | Anónimo                   |               |
| 33  | Por mi mal me lo tornastes         | Anónimo                   |               |
| 34  | Si tantos monteros                 | Anónimo                   |               |
| 35  | Acabarseam mis plazeres            | Anónimo                   |               |
| 36  | Parto tryste saludoso              | Anónimo                   |               |
| 37  | O tempo bom tudo cura              | Anónimo                   |               |
| 38  | Incipit oracio Ieremie             | Anónimo                   |               |
| 39  | (incompleto)                       | Anónimo                   |               |
| 40  | Parce michi domine                 | Anónimo                   |               |
| 41  | Ordo ad inumandum fratrem mortuum  | Anónimo                   |               |
| 42  | Sancta Maria, succurre miseris     | Anónimo                   |               |
| 43  | Benedicamus Domino                 | Anónimo                   |               |
| 44  | Benedicamus Domino                 | Anónimo                   |               |
| 45  | Benedicamus Domino                 | Anónimo                   |               |
| 46  | Benedicamus Domino                 | Anónimo                   |               |

Concordancias con otros manuscritos:
- [BEL] – Cancioneiro de Belém (Museo Nacional de Arqueología y Etnología, Ms 3391)
- [CME] – Cancioneiro de Elvas (P-Em 11793)
- [CMP] – Cancionero de Palacio (E-Mp 1335)